# داریان کروز
داریان کروز (به انگلیسی: Darian Cruz،  زادهٔ ۷ فوریهٔ ۱۹۹۵) یک کشتی‌گیر آزادکار آمریکایی اهل کشور پورتوریکو است. وی سابقه حضور در المپیک ۲۰۲۴ پاریس را دارد.

## فعالیت حرفه‌ای

### المپیک ۲۰۲۴ پاریس
کروز در وزن ۵۷ کیلوگرم کشتی آزاد المپیک ۲۰۲۴ پاریس حاضر بود که در دور اول جمال محمد از مصر را شکست داد اما در دور بعد از ری هیگوچی از ژاپم شکست خورد و با توجه به حضور این کشتی‌گیر در فینال، به دیدار شانس مجدد رفت. او در دیدار رده‌بندی به امان سهراوات از هند باخت و پنجم شد.